# Ceratocaryum argenteum
Ceratocaryum argenteum är en gräsväxtart som beskrevs av Christian Gottfried Daniel Nees von Esenbeck och Carl Sigismund Kunth. Ceratocaryum argenteum ingår i släktet Ceratocaryum och familjen Restionaceae. Inga underarter finns listade i Catalogue of Life.